# État-major général de la Grande Armée pendant la campagne de Russie
Pour un article plus général, voir Ordre de bataille de la Grande Armée pendant la campagne de Russie.

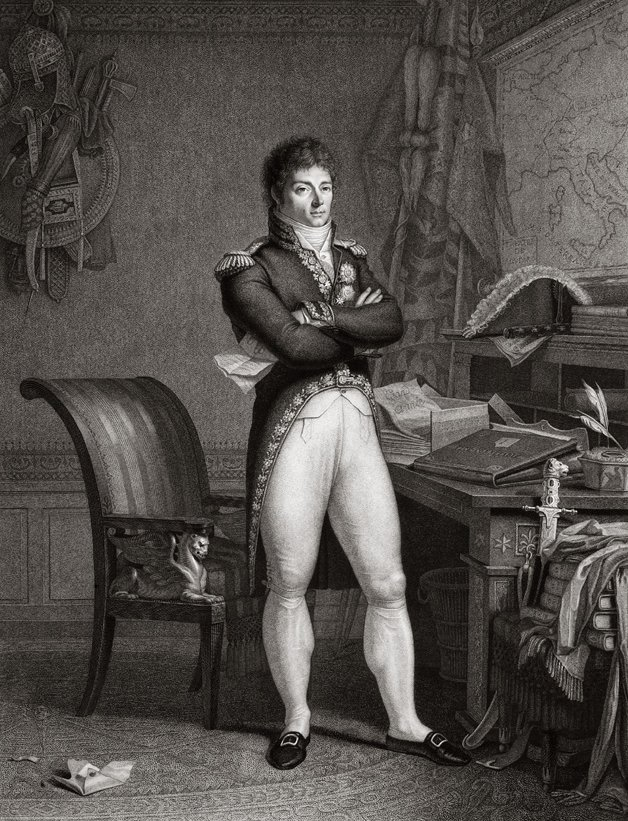
Louis-Alexandre Berthier.

État-major général de la Grande Armée pendant la campagne de Russie est l'état-major général de la Grande Armée de Napoléon Ier pendant la campagne de Russie de 1812 dirigé par le Maréchal Berthier.

## Les aides de camp de Berthier
- Le baron Lejeune.
- Le comte de Flahaut.
- Le baron Pernet.
- de Noailles.
- Lecoulteux de Canteleu.
- Aimery de Montesquiou-Fézensac.

## Employés près du maréchal Berthier
- Baron Dufresne, inspecteur aux revues.
- Leduc, secrétaire personnel de Berthier.
- Coutant, vaguemestre.

## Généraux employés près de Berthier
- Le comte Bailly de Monthion.
- Le baron Guilleminot.
- Général Jomini.

## Généraux et officiers à la suite
- Bertrand. Il passe au IIIe Corps le 10 septembre.
- Jean-Joseph Tarayre. Il passe au Ier Corps le 15 septembre.
- Franceschi. Il commandera une brigade de marche à Vilna.
- Louis Baraguey d'Hilliers.
- Jean Étienne Bartier de Saint-Hilaire. Il passe avec Doumerc.
- Rochgodard. Gouverneur de Vilna le 4 octobre.
- Général baron Gabriel Fabre. Blessé en novembre à Viazma
- Normand. Mort à Vilna.
- Lanchantin. Porté disparu à Krasnoé.
- Corsin. Passe au Ier Corps à Moscou.
- Evers. Passe à la réserve de cavalerie à Moscou.
- Pariset. Il passe au Ier Corps le 10 août 1812.

## État-major de l'Artillerie
Dirigé par le comte de Lariboisière. 
- Chef d'état-major:baron Charbonnel.
- Sous-chef d'état-major: colonel Marion.

## État-major du Génie
Dirigé par le marquis de Chasseloup-Laubat.

## Le service topographique
Dirigé par le comte Sanson.

## Le service au santé
- Baron Desgenettes
- Baron Larrey